# Jean-Yves Bilien
Jean-Yves Bilien (Parijs, 23 november 1958) is een Franse regisseur en producent.

## Filmografie

### Acteur
- 2002: The Transporter: Kleine Misdadiger
- 2002: Het geheugen in de huid (film): een bodyguard
- 1992: Een vampier in het paradijs
- 1991: Nachtegaal van mijn liefdes

### Regisseur
- 2007 et 2008 : Docteur André Gernez. Le Scandale du siècle (1 et 2), documentaire op André Gernez
- 2010 : Les Guérisseurs, la foi, la science !, documentaire
- 2012 : Les sacrifiés des ondes, documentaire
- 2014 : Cancer Business Mortel, documentaire avec Nicole Delépine, Pascal Olmeta, Astrid Veillon et Laurent Baffie
- 2017 : Sylvie Ouellet, au-delà du miroir, documentaire